# Liste der Baudenkmäler in Oberbergkirchen
Auf dieser Seite sind die Baudenkmäler in der oberbayerischen Gemeinde Oberbergkirchen zusammengestellt. Diese Tabelle ist eine Teilliste der Liste der Baudenkmäler in Bayern. Grundlage ist die Bayerische Denkmalliste, die auf Basis des Bayerischen Denkmalschutzgesetzes vom 1. Oktober 1973 erstmals erstellt wurde und seither durch das Bayerische Landesamt für Denkmalpflege geführt wird. Die folgenden Angaben ersetzen nicht die rechtsverbindliche Auskunft der Denkmalschutzbehörde.

## Baudenkmäler nach Ortsteilen

### Oberbergkirchen
| Lage                  | Objekt                                   | Beschreibung | Akten-Nr.    | Bild           |
| --------------------- | ---------------------------------------- | --- | ------------ | -------------- |
| Hofmark 1 (Standort)  | Katholische Pfarrkirche St. Bartholomäus | Wandpfeilerkirche mit eingezogenem Chor, 15. und 18. Jahrhundert, Westturm im mittelalterlichen Teil sechsgeschossig, Turmoktogon und Zwiebel frühes 18. Jahrhundert; mit Ausstattung; Friedhofskapelle, 1518 und 18. Jahrhundert; mit Ausstattung; Friedhofsummauerung, mit Stützpfeilern. | D-1-83-132-2 | weitere Bilder |
| Hofmark 39 (Standort) | Ehemaliges Gasthaus                      | Neubarocker, zweigeschossiger Bau mit Schweifgiebeln und Fassadengliederungen, 1901. | D-1-83-132-3 | BW             |
| Pfarrhof 1 (Standort) | Pfarrhaus                                | Zweigeschossiger Putzbau mit Satteldach, mit ehemaliger Hauskapelle, tonnengewölbt und stuckiert, Mitte 18. Jahrhundert, Umbau zweite Hälfte 19. Jahrhundert. | D-1-83-132-5 | BW             |

### Asenham
| Lage                                   | Objekt                           | Beschreibung | Akten-Nr.     | Bild |
| -------------------------------------- | -------------------------------- | --- | ------------- | ---- |
| Asenham 2 (Standort)                   | Feldkapelle                      | 19. Jahrhundert; am Weg nach Oberbergkirchen.                                                                         | D-1-83-132-10 | BW   |
| Asenham 8 (Standort)                   | Stadel des ehemaligen Hakenhofes | mit Bundwerk, Mitte 19. Jahrhundert.                                                                                  | D-1-83-132-6  | BW   |
| Asenham 22 (Standort)                  | Hakenhof                         | Wohnstallhaus, mit Traufschrot und Blockbauteil und hakenförmig angeschlossenem Stadel, erste Hälfte 19. Jahrhundert. | D-1-83-132-9  | BW   |
| Einfeld in der Flur Asenham (Standort) | Kapellenbildstock                | wohl 1883 erbaut; am Weg nach Gerling.                                                                                | D-1-83-132-11 | BW   |

### Riegelsberg
| Lage                        | Objekt                   | Beschreibung                                                                   | Akten-Nr.     | Bild |
| --------------------------- | ------------------------ | ------------------------------------------------------------------------------ | ------------- | ---- |
| Bei Unterthalham (Standort) | Bildstock                | 18./19. Jahrhundert; östlich des Weilers.                                      | D-1-83-132-32 | BW   |
| Riegelsberg 1 (Standort)    | Stadel des Dreiseithofes | mit Krüppelwalmdach und Bundwerkzone, Mitte 19. Jahrhundert.                   | D-1-83-132-30 | BW   |
| Riegelsberg 2 (Standort)    | Stadel                   | mit Bundwerk, Krüppelwalmdach und Bundwerktenne, erste Hälfte 19. Jahrhundert. | D-1-83-132-31 | BW   |

### Unterthalham
| Lage                       | Objekt    | Beschreibung | Akten-Nr.     | Bild |
| -------------------------- | --------- | --- | ------------- | ---- |
| Unterthalham 3 (Standort)  | Stadel    | mit Bundwerk, drittes Viertel 19. Jahrhundert. | D-1-83-132-36 | BW   |
| Unterthalham 8 (Standort)  | Hakenhof  | Wohnstallhaus, verputzter Obergeschossblockbau mit Traufschrot, rückwärtig mit Riegelbundwerk, Stadel hakenförmig angeschlossen, erste Hälfte 19. Jahrhundert; Backhaus, 19. Jahrhundert. | D-1-83-132-37 | BW   |
| Unterthalham 10 (Standort) | Stadel    | mit Halbwalmdach, Bundwerk und Andreaskreuzen, Mitte 19. Jahrhundert. | D-1-83-132-39 | BW   |
| Utzinger Feld (Standort)   | Bildstock | 19. Jahrhundert; südöstlich an der Abzweigung der Straße. | D-1-83-132-41 | BW   |

### Weitere Ortsteile
| Lage                                        | Objekt                              | Beschreibung | Akten-Nr.     | Bild |
| ------------------------------------------- | ----------------------------------- | --- | ------------- | ---- |
| Bichling, Muttershamer Feld (Standort)      | Feldkapelle                         | 19. Jahrhundert; am Weg von der Sägmühle zum Irlholz. | D-1-83-132-12 | BW   |
| Gantenham, Atzginger Feld (Standort)        | Feldkapelle                         | neugotischer Bau mit Treppengiebel, zweite Hälfte 19. Jahrhundert. | D-1-83-132-15 | BW   |
| Gantenham 1 (Standort)                      | Gasthaus                            | dreigeschossiger Putzbau mit Flachsatteldach und geschnitzten Türen, Türstock bezeichnet mit dem Jahr 1853, Eisen-Traufbalkon bezeichnet mit dem Jahr 1891. | D-1-83-132-14 | BW   |
| Gerling 2 (Standort)                        | Kapelle                             | neubarock, 19. Jahrhundert; mit Ausstattung. | D-1-83-132-16 | BW   |
| Hading (Standort)                           | Bildstock                           | 19. Jahrhundert; an der Hauptstraße. | D-1-83-132-17 | BW   |
| Holzhäuseln (Standort)                      | Kapelle                             | kleiner Satteldachbau, 19. Jahrhundert. | D-1-83-132-18 | BW   |
| Irl, Irlham 6 (Standort)                    | Bauernhaus                          | Mitterstallbau, zweigeschossiger Flachsatteldachbau mit Blockbau-Obergeschoss, zum Teil verputzt bzw. verschalt, und traufseitigem Schrot mit Spatzenbaum, hakenförmiger Stallanbau, wohl zweites Viertel 19. Jahrhundert. | D-1-83-132-47 | BW   |
| Loipfing 9 (Standort)                       | Stadel                              | mit gemauertem Erdgeschoss und Bundwerkzone, drittes Viertel 19. Jahrhundert. | D-1-83-132-21 | BW   |
| Muttersham (Standort)                       | Bildstock                           | 19. Jahrhundert; am Weg nach Holzhäuseln. | D-1-83-132-24 | BW   |
| Muttersham, Oberfeld (Standort)             | Wegkreuz                            | mit Corpus Christi, gusseisern, zweite Hälfte 19. Jahrhundert. | D-1-83-132-25 | BW   |
| Perlesham (Standort)                        | Wegkapelle                          | kleiner Satteldachbau, um 1900; mit Ausstattung. | D-1-83-132-28 | BW   |
| Rottwinkl (Standort)                        | Wegkapelle                          | mit Eckrustizierung und Giebelzinnen, bezeichnet mit dem Jahr 1903; an der Straße von Zangberg nach Oberbergkirchen. | D-1-83-132-45 | BW   |
| Schörging, Oberbergkirchner Feld (Standort) | Feldkapelle                         | 19. Jahrhundert. | D-1-83-132-35 | BW   |
| Schörging 1 (Standort)                      | Stadel und Stall eines Vierseithofs | mit Figurennischen und Architekturmalerei am Westflügel, erbaut 1890. | D-1-83-132-34 | BW   |
| Wolfhaming 2 (Standort)                     | Vierseithof                         | bäuerliche Neugotik, errichtet 1850–1870; Wohnstallhaus, zweigeschossiger Satteldachbau mit reicher neugotischer Zierputzarchitektur, am Giebel bezeichnet mit dem Jahr 1855; Westtrakt, zweigeschossige Remise mit Satteldach, Tore mit Segmentbogenbekrönungen in Steinschnitt, Gesimsgliederungen und Zierputz, am Giebelkreuz bezeichnet mit dem Jahr 1849; Osttrakt, ehemaliger Rinderstall, zweigeschossiger Satteldachbau mit Muldengewölbe auf Rotmarmorsäulen, Gesimsgliederung und Schnitzwerk, Mitte 19. Jahrhundert; südlich Stadel, Bundwerk und verschaltes Ständerwerk, geschnitzte Tore, an den Giebelkreuzen bezeichnet mit dem Jahr 1870; Bautenverbindung durch Torbögen mit Zierputz und Eisentoren, spätes 19. Jahrhundert. | D-1-83-132-44 | BW   |

## Ehemalige Baudenkmäler
In diesem Abschnitt sind Objekte aufgeführt, die früher einmal in der Denkmalliste eingetragen waren, jetzt aber nicht mehr. Objekte, die in anderem Zusammenhang also z. B. als Teil eines Baudenkmals weiter eingetragen sind, sollen hier nicht aufgeführt werden. Aktennummern in diesem Abschnitt sind ehemalige, jetzt nicht mehr gültige Aktennummern.

| Lage                  | Objekt                                                   | Beschreibung                                                                                | Akten-Nr.     | Bild |
| --------------------- | -------------------------------------------------------- | ------------------------------------------------------------------------------------------- | ------------- | ---- |
| Asenham 20 (Standort) | Stadel des Hakenhofes                                    | hofseitig mit einfachem Bundwerk, Mitte 19. Jahrhundert.                                    | D-1-83-132-8  | BW   |
| Irlham 4 (Standort)   | Ehemaliges Wohnstallhaus des Dreiseithofes beim Feichten | zweigeschossiger Satteldachbau mit Traufschrot, Putz mit neugotischen Zierformen, von 1859. | D-1-83-132-20 | BW   |